# Pueblos aislados

Países y regiones en los que viven pueblos indígenas en situación de aislamiento o contacto inicial. Estos son, por orden alfabético, Bolivia, Brasil, Colombia, Ecuador, Guayana Francesa, Guyana, India (en las islas Andamán), Indonesia, Papúa Nueva Guinea, Paraguay, Perú, Surinam y Venezuela.

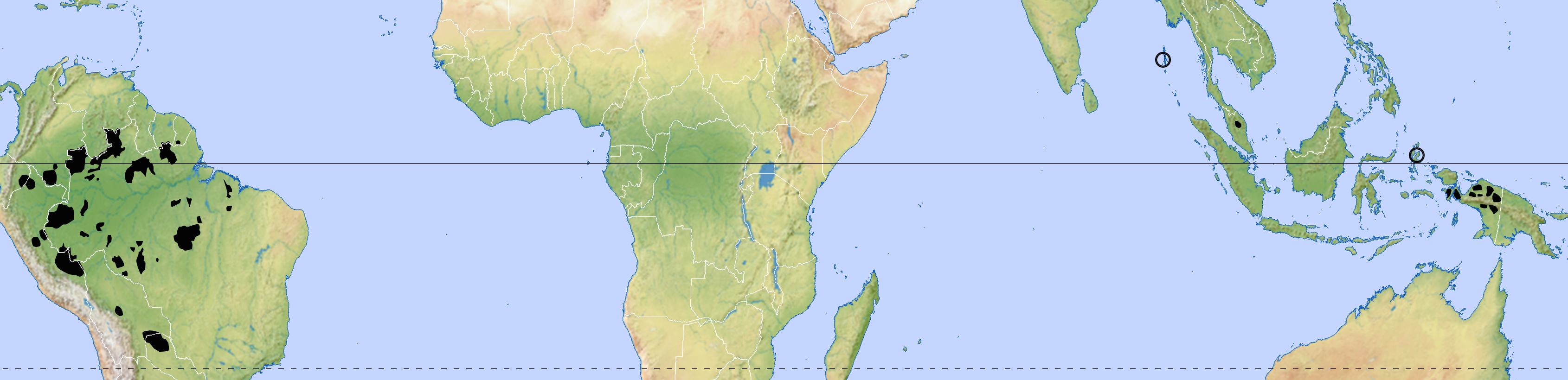
Mapa del 2015 indicando (en negro) las zonas del mundo con presencia de pueblos aislados.

Los términos pueblos aislados,  tribus aisladas, indígenas en aislamiento, en contacto inicial o no contactados, hacen referencia a aquellos pueblos indígenas que no tienen contacto con la sociedad dominante y que han optado por vivir en aislamiento. Rechazan el contacto con instituciones estatales, empresas extractivas que explotan recursos naturales, colonos y representantes de grupos religiosos o misioneros que operan en la proximidad de sus territorios ancestrales. Se registra presencia de estos pueblos en tres continentes: Asia, Oceanía y América del Sur; según la ONG Survival International, existen al menos cien pueblos no contactados en el mundo.
Son pueblos extremadamente vulnerables que no han desarrollado inmunidad frente a enfermedades transmitidas por los foráneos, como el sarampión y la varicela, a las cuales gran parte de la sociedad externa ha estado expuesta desde hace siglos.

## Contexto

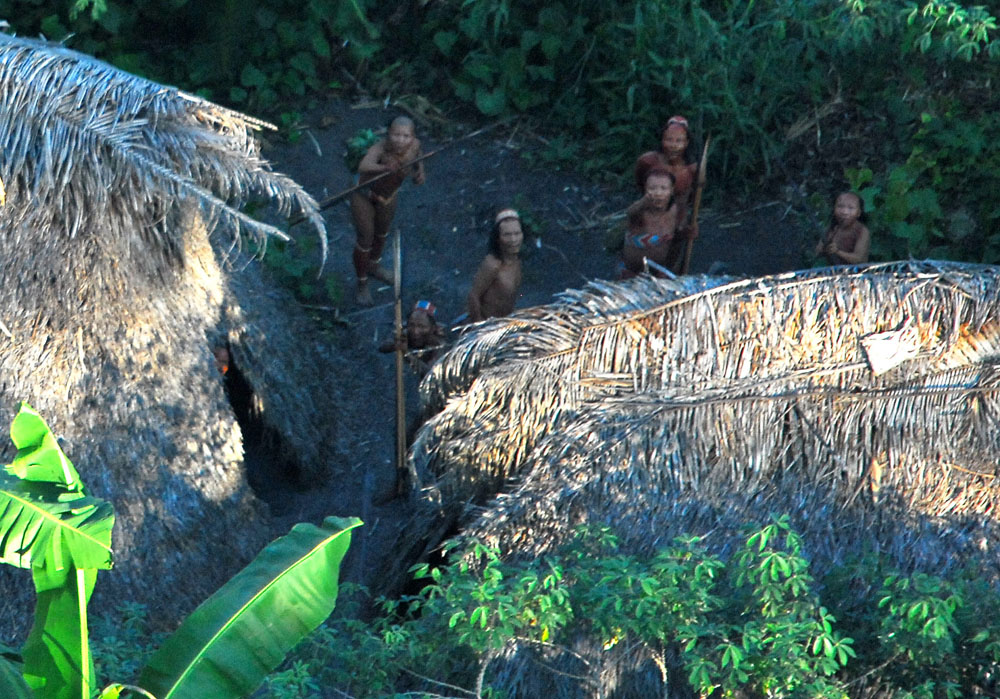
Un pueblo aislado en el estado brasileño de Acre, localizado en 2009.

Muchas de las tribus actuales que se definen en aislamiento son descendientes directos o indirectos de culturas existentes al periodo anterior de conquista de potencias extranjeras. La decisión que toman estas tribus de no emparentarse con el exterior viene dada por una serie de circunstancias tan variadas como complejas. Cabe destacar que todas ellas contienen distinciones culturales, lingüísticas y sociales, por lo que su aislamiento no forma parte de ninguna idea homogénea.  
Gran parte de los pueblos en aislamiento tienen conocimiento de la existencia de la sociedad externa, pero eligen no establecer contacto con ella. El hecho de que se mantengan aislados no significa que sean «desconocidos» o «inmutables»; de hecho, muchas tribus aisladas han adquirido productos importados de otras tribus vecinas. Según Stephen Corry, «la mayor parte de las tribus ya se conocen y, aunque estén aisladas, todas se adaptan de forma constante a sus circunstancias cambiantes. Todos los pueblos cambian constantemente en el tiempo, y siempre lo han hecho».
La mayoría de estos grupos, como los que habitan en la zona amazónica de Ecuador, Perú, Brasil y Bolivia, son poco conocidos, cuentan con pocos individuos y están en peligro inminente de extinción.  
Según los expertos, podría ser que algunas tribus hubieran establecido contacto con la sociedad colonizadora en el pasado y que luego se hubieran retirado para evitar el conflicto derivado del contacto.  
Muchos de los grupos aislados de la Amazonia occidental son descendientes de los pocos sobrevivientes de la fiebre del Caucho hacia fines del siglo  XIX. En este período se exterminó el 90% de la población autóctona en una secuencia de hostilidad y esclavitud por parte de las compañías que extraían y comercializaban el caucho.
Otros grupos son sobrevivientes de masacres más recientes. Los «cinta ancha», autóctonos de la Amazonia brasileña, han sufrido acontecimientos entre los años 1920 y 1960, como la «masacre del paralelo 11» que tuvo lugar en el año 1963 en las fuentes del río Aripuanã, donde operaba la compañía Arruda, Junqueira & Co. La masacre fue organizada por el responsable de la compañía, Antonio Mascarenhas Junqueira, para evitar que los nativos interfirieran en sus actividades comerciales. Uno de los responsables de la masacre fue juzgado y condenado a diez años de cárcel en 1975. Sin embargo, salió libre ese mismo año.

## América del Sur

### Pueblos de Ecuador
En el Ecuador los grupos en aislamiento voluntario son:
- Tagaeri, pertenecientes a familia huaorani, del gran clan del Coca (Ecuador). Las disputas entre los huaorani se remontan a los años cuarenta y cincuenta. La evolución de estas confrontaciones llevaron finalmente a la división del gran clan.

Babe, un guerrero huaorani, primo de Taga, recuerda así la división del gran clan: 

“Kimontare era hermano de mi papá. Cuando murió mi padre, Kimontare cogió el mando. Fue todavía más cruel que Nihua. Aumentaron las peleas en la familia. Por la pena de la muerte de su papá, Dabo mató a Buganei, la preferida de las mujeres de Nihua, con cinco lanzas. También mató a Kimontare. Por eso su familia, liderada por su hijo mayor Taga, abandonó la región. Name y muchos otros, hasta unos quince, estaban con él; los Tagaeri corrieron hacia abajo, nosotros fuimos hacia arriba".

El último contacto se produjo en 1987 cuando dos personas (Monseñor Alejandro Labaka Ugarte de la Orden de los Hermanos Menores Capuchinos y Sor Inés Arango), que intentaron el contacto, fueron muertas. Las noticias de los conflictos con los Tagaeri se remontan a 1958. Algunos de estos conflictos fueron originados en la resistencia a ser reducidos al río Tihuaeno por el Instituto Lingüístico de Verano (ILV), organización evangélica norteamericana.
Otros grupos huaoranis aislados son:
- Taromenane,
- Corubo, se estima que este grupo cuenta con no más de 40 personas;
- Amamhuaca, se calcula en unas 720 personas: unas 500 en Perú y 220 en Brasil;
- Mascho, se estima entre 20 y 100 personas;
- Kineri;
- Nanti;
- Kugapakori;
- Tetete

### Paraguay
El Departamento de Asuntos Indígenas del Gobierno de Paraguay (INDI) ha confirmado en un informe oficial que una tribu aislada estaba viviendo en una zona de la región norteña del Chaco Paraguayo.
- Ayoreos. Ubicado en el Chaco Paraguayo. Cerca de 150 ayoreos viven en aislamiento voluntario y sobreviven en el monte chaqueño en la frontera entre Bolivia y Paraguay. Entre los registros que evidencian su presencia se encuentran huecos y marcas en árboles; utensilios y chozas hallados, huellas en aguadas y objetos abandonados. Hasta mediados del siglo XX, los trabajadores de empresas petroleras tuvieron encuentros en el Chaco Paraguayo. En la década del 60, se inició un proceso sistemático de búsqueda y contacto de los ayoreo, que culminó con su deportación y reducción en aldeas misioneras. El último caso de contacto y sedentarización de grupos aislados en Paraguay data de 2004.

### Bolivia
A partir de 2006 la presencia de cinco grupos indígenas aislados se confirmó en Bolivia. Se cree que otros tres grupos no contactados deben existir. Los grupos cuya presencia ha sido confirmada son los ayoreos del parque nacional Kaa Iya del Gran Chaco, los yuquis en la reserva Yuqui y río Usurinta (la mayor parte de los yuquis ahora están en contacto, y solo unas pocas familias siguen siendo no contactados), los yuracarés en Santa Cruz y Beni, los pacahuaras en la reserva Chacobo, un grupo de araonas en la reserva Araona y los toromonas del parque nacional Madidi. La presencia de otros grupos, como los nahuas, aún no se ha confirmado. 

#### Situación actual, a partir de 2013
La situación de los indígenas aislados en Bolivia ha mejorado desde la elección de Evo Morales como el presidente. Bolivia firmó la declaración de Belém en 2005, que reconoce los derechos básicos de las personas no contactadas. 
El estado de los indígenas no contactados de Bolivia es el siguiente: 
- Ayoreos. Ubicado en el Chaco boliviano. Consta de alrededor de cinco familias, localizados en el del parque nacional Kaa Iya del Gran Chaco. Hay cuatro bandas, de las que se conocen los nombres de tres: Atétadie'gosode, Tacheigosode y Totobiegosodes.
- Yuquis. Compuesta por unas cuatro familias. Tienen contactos intermitentes con los yuquis cristianizados, que fueron reasentados por la Misión Nuevas Tribus (MNT) en la década de 1960 a la aldea de Bia Recuate. Vive en la Comunidad Nativa Yuki, Tierra Comunitaria de Origen - TCO), especialmente cerca de la Reserva Forestal El Chore (Municipio de Yapacaní). Un pequeño grupo se encuentra también en Río Usehuta (municipio de Puerto Villarroel). Según fuentes fiables, el número Yuki algunas 49 familias, de las cuales 35 son cristianizados y 14 son no contactados.
- Yuracarés. Viven en el territorio indígena y parque nacional Isiboro-Secure (En la tri-unión de las provincias de Santa Cruz, Beni y Cochabamba). Los Yuracaré están amenazados por los traficantes de drogas.
- Pacahuaras. Una pequeña banda de composición de cinco familias reportadas desde el municipio de Santa Rosa de Abuná en Pando.
- Chácobos-Pacahuara Capitanía estaban tratando de contactos a partir de 2013. También se ha reportado desde Arroyo Cayuvín entre el río Pacahuara y el Río Negro (Municipio de Nuevo Manoa).
- Toromonas y nahuas. Señalados por el parque nacional Madidi. La región es muy remota, y esto parece que no deja fuera a los madereros y misioneros. El toromonas se encuentran a lo largo del río Colorado y río Enhajehua (Municipio de Ixiamas). El Yora (Ese Eja).
- Araonas. Bandas no contactadas viven en la comunidad nativa Araona. Informó de Río Manurimi y Alto Manupare (Municipio de Ixiamas). Las bandas de contacto de Araona número unas 100 personas en total, y viven bajo la supervisión de la organización cristiana fundamentalista Misión Nuevas Tribus (MNT). Tanto el NTM y el SIL están llevando a cabo el contacto forzado con los restantes no contactado Araona, pero estos intentos han fracasado.

Además de estos grupos, algunos otros grupos (Mosetene, Tsimanes, y Chácobo) también existe con aislamiento intermitente.
- Chimanés. Los Tsimané (chimanés) son un pueblo indígena de las tierras bajas de Bolivia, que viven en los municipios de San Borja, San Ignacio de Moxos, Rurrenabaque y Santa Ana de Yacuma del departamento del Beni.
- Chácobos. Viven principalmente cerca del río y Medio Ivon y Río Benicito en Beni en el noreste de Bolivia . Una banda también vive cerca del río Yata.
- Sinabo. Viven entre el río Beni se calcula que son más de 200.
- Kapuibo. Habitan entre el río Yata se calcula que serían 250.
- Ese Eja. Viven al norte del departamento de La Paz.

Según diversos relatos y reportes podría haber más pueblos indígenas no contactados en las densas y aún poco exploradas selvas de Bolivia.

### Indígenas aislados del Perú

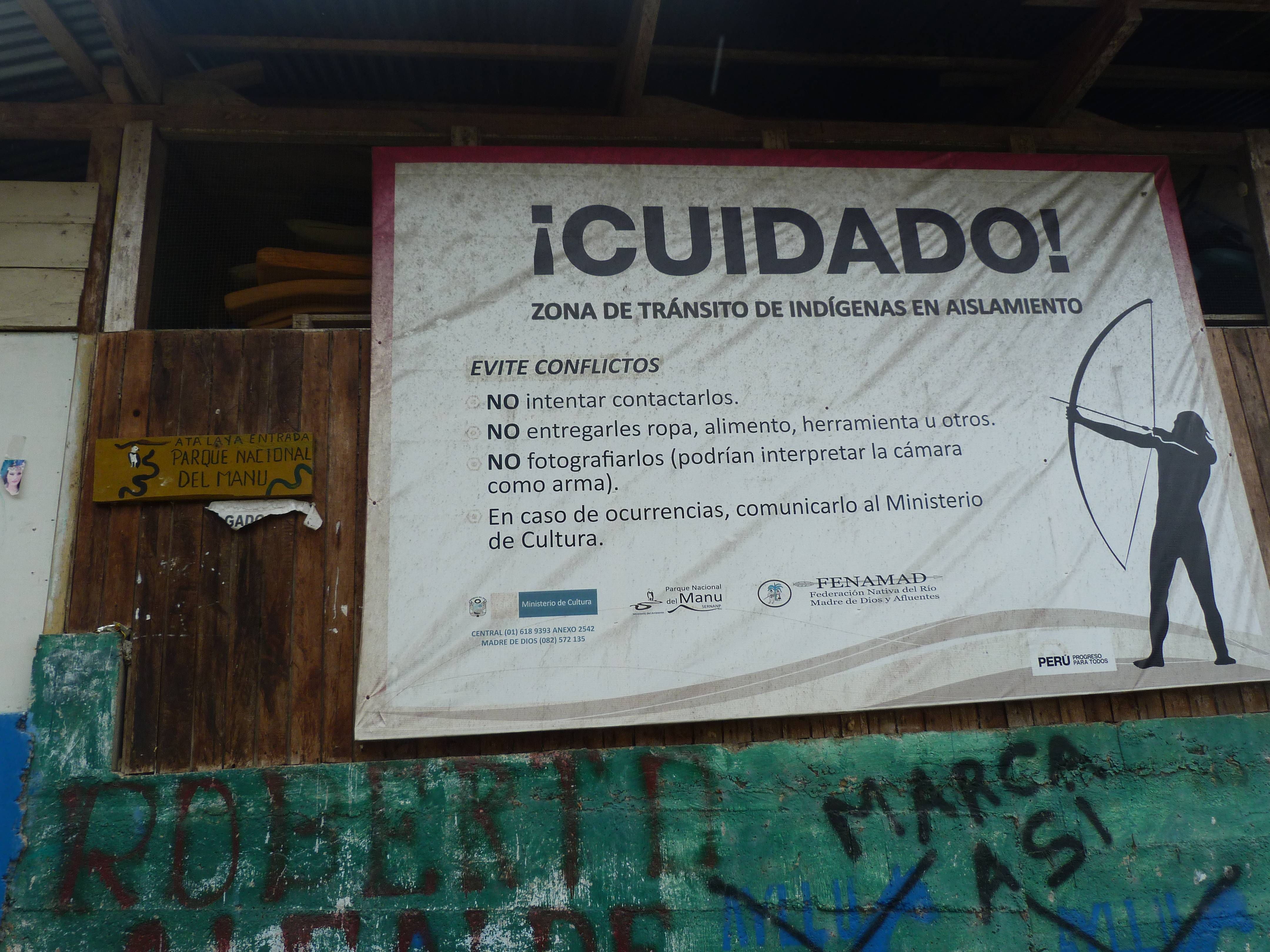
Un cartel de aviso en el departamento de Madre de Dios en el Perú indicando una zona de tránsito de indígenas en aislamiento.

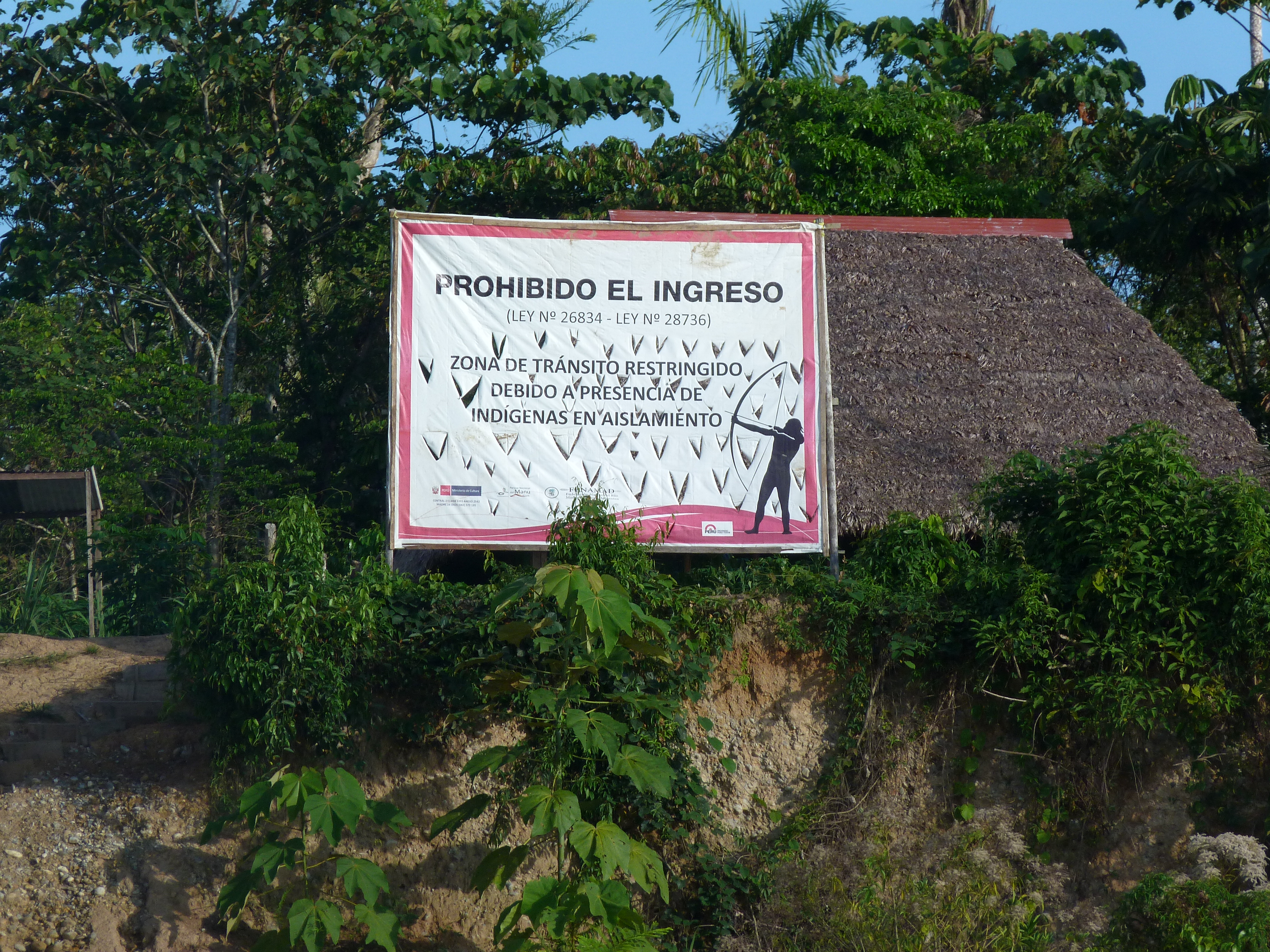
Un cartel en el río Alto Madre de Dios en el Perú que indica, «Prohibido el ingreso. Zona de tránsito restringido debido a presencia de indígenas en aislamiento».

Survival International estima que existen unos quince pueblos indígenas en aislamiento en Perú. Estos pueblos se enfrentan a diversas amenazas que ponen en peligro su supervivencia, principalmente el contacto con trabajadores de empresas de hidrocarburos y los madereros ilegales. A principios de la década de los años 80, una prospección de la petrolera Royal Dutch Shell provocó el contacto forzado con los Nahua o Pucapucari. En cuestión de unos pocos años, más del 40% de los Nahua había muerto por enfermedad. Como medida frente a la vulnerabilidad, el Estado peruano estableció en 1990 la Reserva Territorial Kugapakori Nahua Nanti, en las provincias de Atalaya (Ucayali) y La Convención (Cusco).
Sin embargo, en la actualidad, varias petroleras, entre ellas la española Repsol-YPF, operan en zonas donde viven indígenas tanto contactados como en aislamiento, como los cacataibo, los matsigenkas, los mashco-piros y los nanti. El gobierno de Perú continúa concediendo licencias de prospección, como la del proyecto gasístico Camisea.
Indígenas aislados en situación de extrema vulnerabilidad viven en la provincia de Purús (Ucayali), en la región fronteriza con Brasil. Siete indígenas que pasaron la frontera y tomaron contacto pacífico con una comunidad de indígenas asháninka sedentarizada cerca del río Envira, en el estado occidental de Acre (Brasil), el 29 de junio de 2014, afirmaron que estaban huyendo de ataques violentos. Según un intérprete yaminahua, han sido atacados por madereros y narcotraficantes que operan en su territorio.

### Indígenas aislados de Brasil

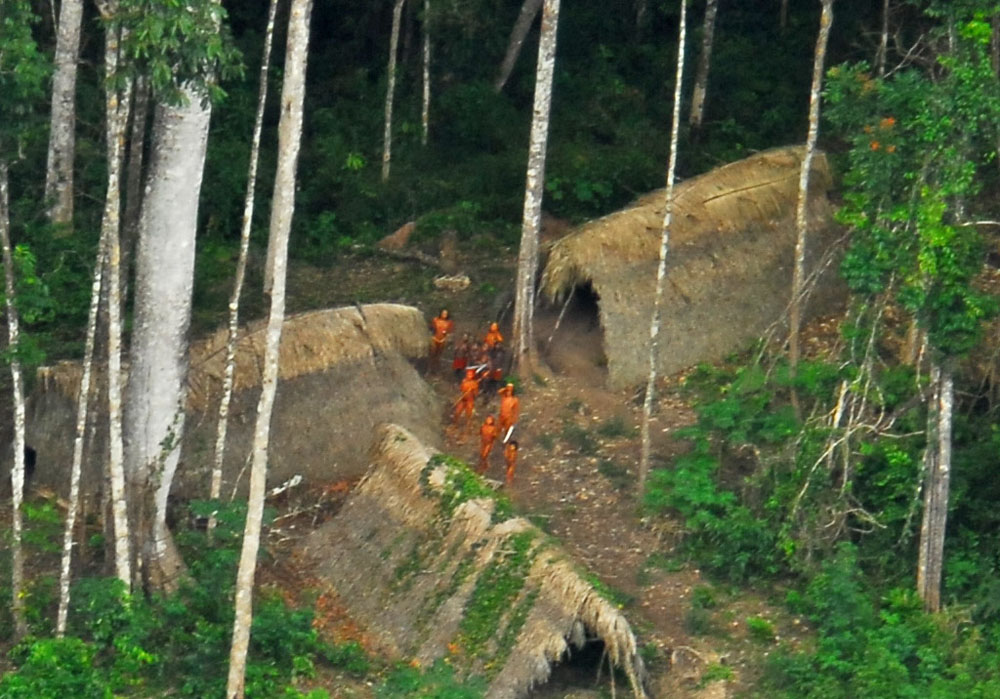
Miembros de una tribu no contactada encontrada en el estado brasileño de Acre en 2009.

Según la Fundación Nacional del Indio de Brasil (FUNAI), la Amazonía brasileña podría estar habitada por hasta setenta pueblos indígenas en situación de aislamiento. Estos grupos, pequeños y fragmentados, viven sobre todo en los estados de Rondonia, Mato Grosso, Acre, Amazonas y Marañón. Muchas de estas comunidades están compuestas por los supervivientes del contacto anterior con foráneos, como los indígenas del estado de Acre, que descienden de aquellos que lograron sobrevivir a la masacre provocada por la llegada de colonos durante la fiebre del caucho. Entre los indígenas aislados reportados se encuentran los piripkura y kawahiva de Mato Grosso y los korubos del valle del Javari (Amazonas).
Algunos de estos pueblos son nómadas y viven de la caza y la recolección, pero muchos otros son sedentarios. La mayoría de ellos están amenazados por la construcción de presas, la tala de la selva para dejar sitio a las grandes plantaciones y ranchos ganaderos o la industria maderera. Cualquier contacto con foráneos puede producir epidemias fatales.
En el estado de Acre viven algunos de los pueblos indígenas no contactados. Se estima que unas seiscientas personas, pertenecientes a al menos cuatro grupos diferentes, viven en lo profundo de su selva. En 2010 FUNAI difundió las fotografías de una comunidad no contactada de Acre, junto con la que se pensó que era la primera grabación de la comunidad. Obtenidas desde una avioneta, mostraban a un indígena adulto y varios niños en huerto abierto en un claro del bosque, junto a las cabeceras del río Envira. El hombre sostenía una lanza de madera y el cuerpo pintado de rojo. El equipo de Meirelles ha encontrado en la zona huellas humanas, campamentos, refugios, restos de comida cocinada y de hogueras y huertos de yuca, palmeras, bananas y papaya.
En el estado de Roraima, región del Alto Rio Apiaú, cuenca del Mucajaí, viven los Moxihatëtëma, una comunidad Yanomami en aislamiento voluntario, cuyas viviendas y cultivos han sido comprobados y filmados desde aeronaves.

### Indígenas aislados de Colombia
En la Amazonia colombiana viven también algunos pueblos y comunidades indígenas que, tras la llamada fiebre del caucho, decidieron renunciar al contacto. Uno de ellos es el pueblo yurí, de la cuenca del río Puré y la cabecera del río Bernardo, entre los ríos Caquetá (del que son afluentes los anteriores) y Putumayo. En 1969, los colonos y el ejército retuvieron a una familia por unos días y luego la acompañaron hasta su maloca abandonada por sus parientes, donde los liberaron, sin que se tuvieran nuevas noticias sobre ellos. Con base en un vocabulario recolectado entre ellos por el sacerdote Antonio Font, pudo establecerse que su lengua es parecida a la de los yurí que mantuvieron diferentes contactos en el siglo XIX. En 2010 el fotógrafo Cristóbal von Rothkirch tomó fotografías aéreas de malocas similares a la de los yurí retenidos en 1969, así como de otras de dos formas diferentes.
Los nukak del Guaviare rehusaron el contacto desde la época de las incursiones de los caucheros, hasta que presionados por la colonización contactaron con los colonos en 1965, fueron contactados por misioneros y un grupo perseguido por los colonos llegó al poblado de Calamar en 1988, a partir de lo cual las epidemias de gripe los diezmaron. Han sido también afectados por el desplazamiento forzado por la violencia en la región. Otros grupos aislados reportados, cuya existencia no ha sido confirmada, podrían aún sobrevivir en Colombia: los hurúmi'i (un segmento de los yucuna del Amazonas); un grupo del alto río Yarí (Caquetá), que podrían ser carijona; y un grupo diferente al noroccidente del Chiribiquete, cuenca del alto Apaporris y su afluente el Ajaju, que podrían ser nukak.

## Oceanía

### Nueva Guinea
Grandes zonas de Nueva Guinea y Papúa Nueva Guinea están inexploradas por científicos y antropólogos debido al terreno montañoso. Se cree que sobreviven 44 pueblos indígenas no contactados, que se encuentran a lo largo de las siguientes regiones: Gusawi, Lengguru, Derewo, Teriku, Foja, Manu, Waruta y Brazza-Digul.

### Australia
En 1984, aborígenes pintupi, que estaban viviendo una vida tradicional de cazadores-recolectores en el desierto de Gibson en Australia Occidental, contactaron por primera vez con personas de la sociedad australiana. Se cree que era el último pueblo indígena no contactado en Australia.

## Asia

### Los Jarawa
Se cree que los antepasados de los Jarawa y de otros pueblos indígenas de las Islas Andamán, en el océano Índico, formaron parte de las primeras migraciones humanas exitosas fuera de África. Cientos de miles de colonos indios viven actualmente en las islas, y superan ampliamente en número a la población indígena.
Los Jarawa cazan cerdos y lagartos monitor, capturan peces con arcos y flechas y recolectan semillas, bayas y miel. Son nómadas y viven en grupos de cuarenta a cincuenta personas. En 1998, algunos de ellos empezaron a salir de la selva por primera vez para visitar poblaciones y asentamientos cercanos.
Los Jarawa se ven amenazados por la llegada masiva de colonos a sus tierras, facilitada por la construcción de una carretera que atraviesa su territorio. Los foráneos cazan ilegalmente los animales de los que los Jarawa dependen para sobrevivir, y además traen consigo enfermedades ante las cuales no tienen inmunidad. El turismo también se ha convertido en una seria amenaza. La organización en defensa de los derechos indígenas Survival International ha lanzado una campaña contra los touroperadores que llevan a los turistas a visitar la reserva Jarawa en una especie de «safari humano».
En este "safari humano" el turismo a bordo de vehículos motorizados, permanece en expectativa de mirar a los miembros de la tribu Jarawa para fotografiarlos y tener contacto cercano. Existen imágenes donde los visitantes los saludan de mano, les entregan alimentos u objetos materiales con el fin de enriquecer la experiencia. Las organizaciones internacionales para la protección de las comunidades no contactadas, no solo consideran estos actos como discriminatorios y "humillantes", sino un atentado contra la salud de la tribu Jarawa que se ve expuesta a contraer múltiples enfermedades para las que no cuentan con inmunidad.

### Sentineleses
Los sentineleses habitan en la isla Sentinel del Norte, que forma parte del archipiélago de Andamán. Su población se estima en 250 personas. Su idioma propio es desconocido, pero los jarawa afirman que es distinto al de ellos. Rechazan cualquier contacto. Los científicos estiman que descienden de los primeros habitantes de la isla, que llegaron hace miles de años. En los días siguientes al tsunami de 2004 un helicóptero sobrevoló a baja altitud su isla pudo comprobar que los sentineleses habían sabido resguardarse y habían sobrevivido y solamente apuntaron con sus lanzas al piloto, un gesto que significaba «no los queremos aquí».

## África

### Pueblos Pigmeos
Son varias comunidades que habitan las selvas ecuatoriales africanas y cuyos miembros se caracterizan por su baja estatura; aproximadamente de 1.50 m de alto. Se dedican principalmente a la caza y a la recolección y los países donde están más presentes son República Democrática del Congo y República Centroafricana.
En los últimos años, sus tierras fructíferas han sufrido destrucción por conflictos antropogénicos: tala clandestina, guerras e invasión de agricultores, por lo que la supervivencia de estos pueblos se ve amenazada.

## Histórica

### Australia
Los Pintupi Nine vivieron una vida tradicional en el desierto de Gibson de Australia hasta 1984, habiéndose separado anteriormente de otro grupo de personas Pintupi .

### Estados Unidos
Ismo , miembro del pueblo Yahi del norte de California, permaneció en aislamiento voluntario del mundo exterior hasta 1911 y fue aclamado como el "último indio salvaje" en los Estados Unidos.